# Le Champ-de-la-Pierre
Le Champ-de-la-Pierre é uma comuna francesa na região administrativa da Normandia, no departamento Orne. Estende-se por uma área de 4,14 km². Em 2010 a comuna tinha 37 habitantes (densidade: 8,9 hab./km²).